# Investigación de montaña

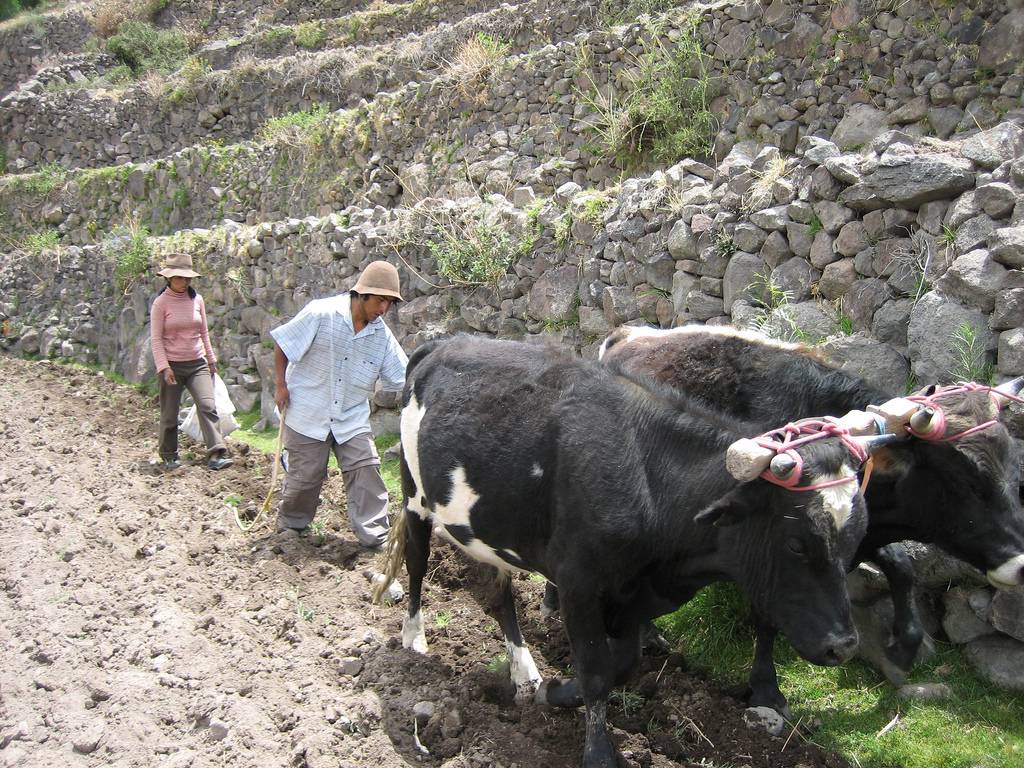
Agricultura tradicional en los Andes del Perú.

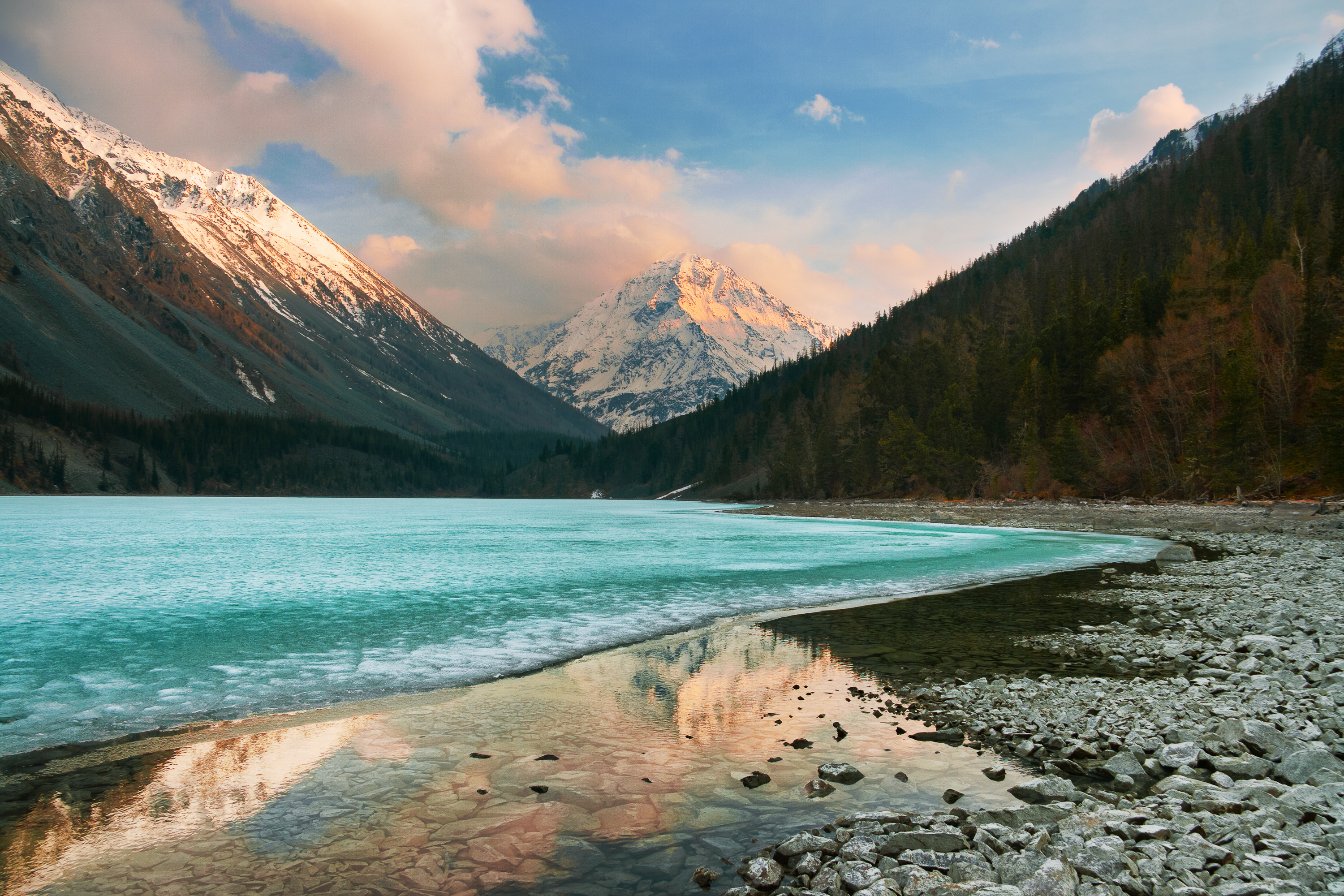
El Lago Kucherlá en el Macizo de Altái.

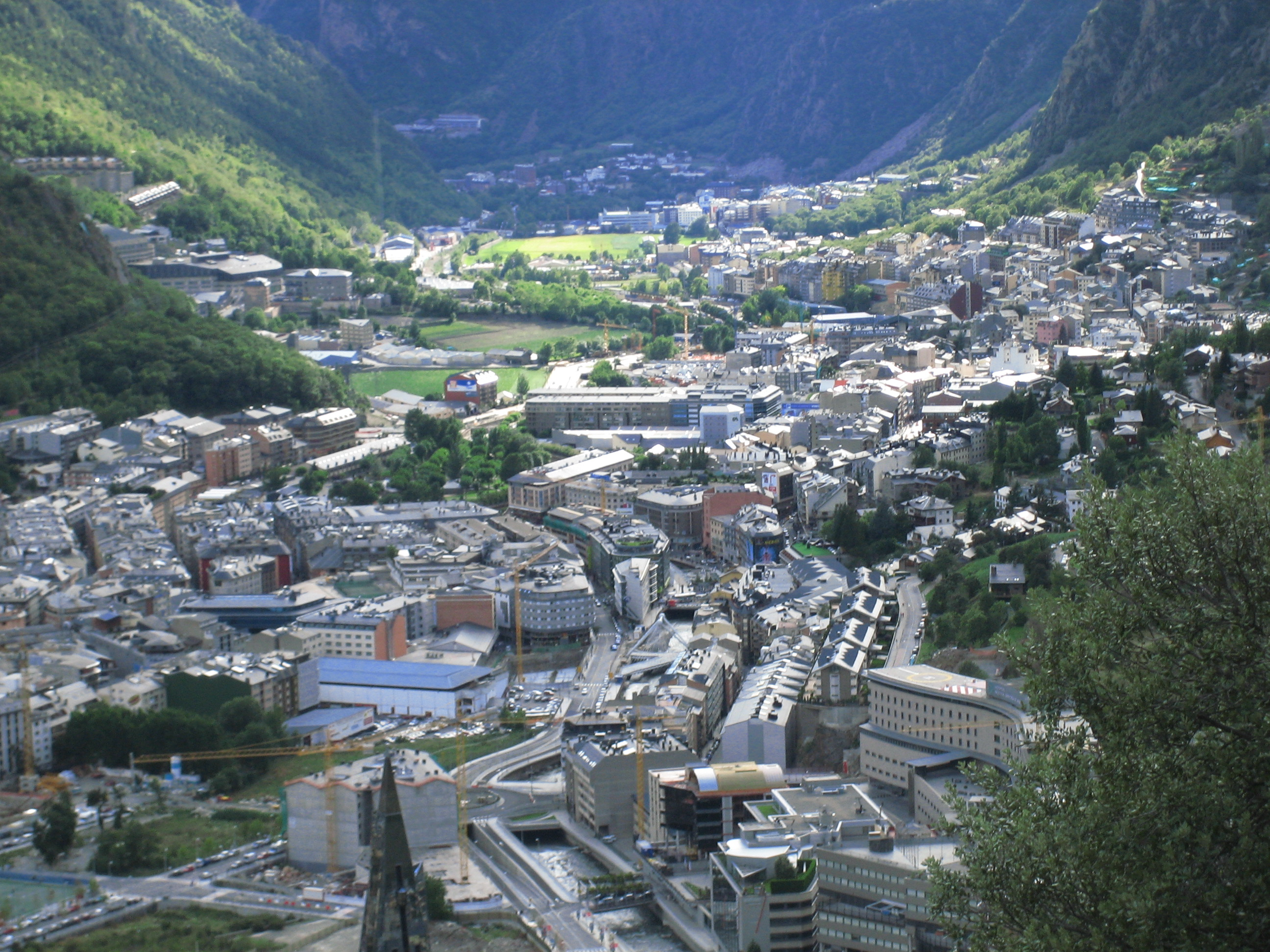
Andorra la Vieja, la capital de un estado de montaña en los Pirineos.

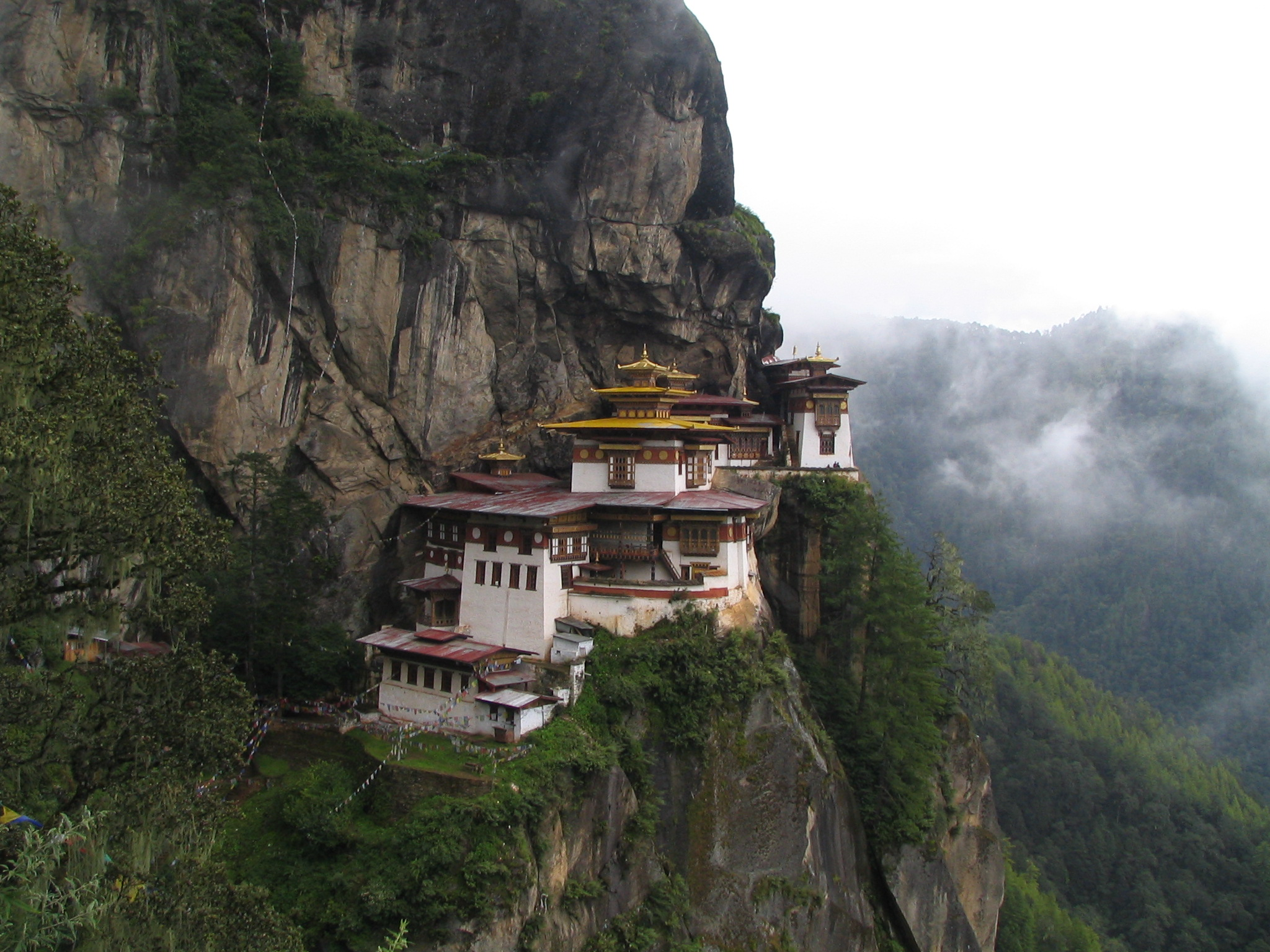
Taktshang, un monasterio en el Himalaya de Bután.

La investigación de montaña o montología, tradicionalmente también conocida como orología (del griego oros, ὄρος [montaña] y logos, λόγος [pensamiento]), es un campo de investigación humano-ambiental que se concentra regionalmente en la parte de la superficie de la Tierra cubierta por los paisajes de montaña.

## Zonas de montaña
Se han desarrollado diferentes enfoques para definir las zonas montañosas. Mientras que algunos usan una diferencia de altitud de 300 m dentro de un área para definir esa zona como montañosa, otros consideran diferencias desde 1000 m o más, dependiendo de la latitud de las áreas . Además, algunos incluyen pendientes para definir las regiones montañosas, por lo que se excluyen las altas meseta (por ejemplo, el altiplano andino o el meseta tibetana), zonas que a menudo se consideran montañosas. Una definición más pragmática pero útil ha sido propuesta por la Oficina de Estadística de Italia ISTAT, que clasifica los municipios como montañosos
- si al menos el 80% de su territorio está situado por encima de ≥ 600 m sobre el nivel del mar, y/o
- si tienen una diferencia de altitud de 600 m (o más) dentro de sus límites administrativos.[4]

El Programa de las Naciones Unidas para el Medio Ambiente ha producido un mapa> de las zonas montañosas de todo el mundo usando una combinación de criterios, incluyendo regiones con
- elevaciones de 300 a 1000 m y rango de elevación local de 300 m;
- elevaciones de 1000 a 1500 m y pendiente ≥ 5° o diferencia de elevación local > 300 m;
- elevaciones de 1500 a 2500 m y pendiente ≥ 2°;
- elevaciones de 2500 m o más.

## Definición

### Definición más amplia
En un sentido más amplio, cualquier investigación en las regiones montañosas puede ser investigación de montaña: por ejemplo, los estudios disciplinarios sobre plantas en el Himalaya, agricultura andina, ciudades alpinas, o lenguas cárpatas. Es comparable a la investigación que se concentra en el Ártico y el Antártico (investigación polar) o costas (investigación costera).

### Definición más estricta
En un sentido montológico más estricto, la investigación de montaña es sobre las regiones montañosas, concentrándose en la descripción y la explicación de la interacción de los seres humanos con el medio ambiente y en el desarrollo sostenible de estas áreas. La investigación sobre las montañas está situada en el nexo entre las ciencias naturales, las ciencias sociales y las humanidades. Basándose en los trabajos de Alexander von Humboldt en los Andes, la geografía y la ecología se consideran áreas centrales de estudio; no obstante, se reciben importantes contribuciones de la antropología, geología, economía, historia, agronomía o planificación territorial. En resumen, una investigación sobre las montañas estrechamente definida aplica un enfoque regional interdisciplinario e integrador.